# Medetera modesta
Medetera modesta är en tvåvingeart som beskrevs av Van Duzee 1914. Medetera modesta ingår i släktet Medetera och familjen styltflugor. Inga underarter finns listade i Catalogue of Life.